# البيحه

تعديل مصدري - تعديل

البيحة إحدى حارات مدينة نجد الجماعي بمحافظة إب، بلغ تعداد سكانها 264 نسمة حسب تعداد اليمن لعام 2004.